# Alexander Baba
Pour les articles homonymes, voir Baba.
Alexander Baba est un boxeur ghanéen né le 6 juillet 1970 à Accra.

## Carrière
Alexander Baba est médaillé de bronze dans la catégorie des poids mouches aux Jeux africains du Caire en 1991, s'inclinant en demi-finale contre l'Égyptien Moustafa Hassan.
Aux Jeux olympiques d'été de 1992 à Barcelone, il est éliminé au premier tour dans la catégorie des poids mouches par le Britannique Paul Ingle.